# Ranking FIFA Feminino da AFC
O Ranking FIFA Feminino da AFC é um sistema que classifica as seleções nacionais femininas filiadas à Confederação Asiática de Futebol (AFC), de acordo com suas respectivas classificações no Ranking Feminino Mundial da FIFA.

## Primeiro Ranking
O primeiro ranking feminino da FIFA foi divulgado em 16 de julho de 2003 e a primeira seleção a liderar o ranking FIFA feminino da AFC foi a Seleção Chinesa.
Estas foram as 10 primeiras colocações do primeiro ranking feminino da AFC elaborado pela FIFA:
| Posição | Posição Regional | Seleção         | Pontos |
| ------- | ---------------- | --------------- | ------ |
| 4º      | 1º               | China           | 2110   |
| 7º      | 2º               | Coreia do Norte | 2004   |
| 14º     | 3º               | Japão           | 1850   |
| 15º     | 4º               | Austrália       | 1840   |
| 22º     | 5º               | Taipé Chinês    | 1746   |
| 25º     | 6º               | Coreia do Sul   | 1728   |
| 41º     | 7º               | Tailândia       | 1587   |
| 43º     | 8º               | Vietnã          | 1569   |
| 46º     | 9º               | Myanmar         | 1538   |
| 49º     | 10º              | Uzbequistão     | 1505   |

## Ranking
Atualizado em 12 de junho de 2025.
| Posição | Posição Regional | Seleção         | Pontos  |
| ------- | ---------------- | --------------- | ------- |
| 7º      | 1º               | Japão           | 1982,51 |
| 9º      | 2º               | Coreia do Norte | 1944.23 |
| 15º     | 3º               | Austrália       | 1854,17 |
| 17º     | 4º               | China           | 1801,35 |
| 21º     | 5º               | Coreia do Sul   | 1777,53 |
| 37º     | 6º               | Vietnã          | 1614.43 |
| 41º     | 7º               | Filipinas       | 1542,46 |
| 42º     | 8º               | Taipé Chinês    | 1539,08 |
| 46º     | 9º               | Tailândia       | 1508,12 |
| 51º     | 10º              | Uzbequistão     | 1496,47 |

## Equipe Feminina do ano da AFC
Equipe do ano é o título concedido à seleção feminina asiática que fecha o ano na primeira colocação do ranking regional, por vezes obtendo esse mesmo desempenho ao longo do período. A tabela abaixo relaciona as três primeiras posições de fechamento em cada ano.
| Ano  | Primeiro        | Segundo         | Terceiro        |
| ---- | --------------- | --------------- | --------------- |
| 2003 | China           | Coreia do Norte | Japão           |
| 2004 | China           | Coreia do Norte | Japão           |
| 2005 | Coreia do Norte | China           | Japão           |
| 2006 | Coreia do Norte | China           | Japão           |
| 2007 | Coreia do Norte | Japão           | Austrália       |
| 2008 | Coreia do Norte | Japão           | China           |
| 2009 | Coreia do Norte | Japão           | China           |
| 2010 | Japão           | Coreia do Norte | Austrália       |
| 2011 | Japão           | Coreia do Norte | Austrália       |
| 2012 | Japão           | Austrália       | Coreia do Norte |
| 2013 | Japão           | Austrália       | Coreia do Norte |
| 2014 | Japão           | Coreia do Norte | Austrália       |
| 2015 | Japão           | Coreia do Norte | Austrália       |
| 2016 | Austrália       | Japão           | Coreia do Norte |
| 2017 | Austrália       | Japão           | Coreia do Norte |
| 2018 | Austrália       | Japão           | Coreia do Norte |
| 2019 | Austrália       | Japão           | Coreia do Norte |
| 2020 | Austrália       | Japão           | China           |
| 2021 | Coreia do Norte | Austrália       | Japão           |
| 2022 | Coreia do Norte | Japão           | Austrália       |
| 2023 | Japão           | Coreia do Norte | Austrália       |
| 2024 | Japão           | Coreia do Norte | Austrália       |

### Desempenho por país
| Seleção         | Primeiro                                            | Segundo                                                   | Terceiro                                            |
| --------------- | --------------------------------------------------- | --------------------------------------------------------- | --------------------------------------------------- |
| Japão           | 8 (2010, 2011, 2012, 2013, 2014, 2015, 2023 e 2024) | 9 (2007, 2008, 2009, 2016, 2017, 2018, 2019, 2020 e 2022) | 5 (2003, 2004, 2005, 2006 e 2021)                   |
| Coreia do Norte | 7 (2005, 2006, 2007, 2008, 2009, 2021 e 2022)       | 6 (2003, 2004, 2010, 2011, 2014, 2015, 2023 e 2024)       | 6 (2012, 2013, 2016, 2017, 2018 e 2019)             |
| Austrália       | 5 (2016, 2017, 2018, 2019 e 2020)                   | 3 (2012, 2013 e 2021)                                     | 6 (2007, 2010, 2011, 2014, 2015, 2022, 2023 e 2024) |
| China           | 2 (2003 e 2004)                                     | 2 (2005 e 2006)                                           | 3 (2008, 2009 e 2020)                               |